# چرنومورتس
چرنومورتس (به بلغاری: Chernomorets) یک شهرک در بلغارستان است که در شهرستان سوزوپول واقع شده‌است.
 چرنومورتس  ۲٬۲۳۴ نفر جمعیت دارد و ۰ متر بالاتر از سطح دریا واقع شده‌است.